# Pareja de hecho
Una pareja de hecho, unión de hecho, unión registrada, unión libre, asociación libre, emparejamiento doméstico o concubinato es la relación de hecho entre dos personas físicas que habitan juntas en una relación análoga a la conyugal. Según la jurisdicción puede haber responsabilidades jurídicas iguales o similares a las de un matrimonio dependiendo del tiempo de la unión y pueden o no incluir a las parejas del mismo sexo.
Dada la vinculación afectiva y de convivencia entre los componentes de las parejas de hecho, que en ocasiones conlleva una dependencia económica análoga a la de un matrimonio, algunos ordenamientos jurídicos se han visto en la necesidad de regularlas para evitar el desamparo de alguno de los componentes de la pareja en situaciones como muerte del otro, enfermedad, etc.

## Regulación por países

### Colombia
En Colombia, El 28 de diciembre de 1990 en el gobierno del presidente Cesar Gaviria Trujillo se expidió la ley 54 de 1990 que tiene como objeto regular las uniones maritales de hecho y su régimen patrimonial entre compañeros permanentes, se llamó unión marital de hecho a la conformada entre un hombre y una mujer que sin estar casados tienen la intención de conformar una comunidad de vida permanente y singular, entendiendo por singular exclusividad con la misma pareja.
La sociedad patrimonial de bienes se presume y se declara judicialmente cuando se demuestra ante un juez de familia la unión marital por un lapso de tiempo no inferior a los 2 años y no tener sociedades conyugales anteriores sin disolver. Los bienes que ingresan a la liquidación de la sociedad patrimonial, son todos los adquiridos durante la vigencia de la unión marital y pertenecen a la pareja sin importar quien los consiguió.
La existencia de la unión marital se prueba con acta de conciliación o escritura pública  firmada por ambos cónyuges y mediante sentencia judicial cuando la pareja no se pone de acuerdo en su existencia, para esta última solo se cuenta con 1 año para proponer la demanda desde la separación física y definitiva de los compañeros.
El 20 de agosto de 2015 durante el gobierno del presidente Juan Manuel Santos Calderón se expidió el decreto 1664, permitiéndose en el artículo 2.2.6.15.2.5.3, la cesación de los efectos civiles de la unión marital de hecho y en el artículo 2.2.6.15.2.5.6, ibídem, se permitió la constitución de Sociedad Patrimonial de Hecho, trámites gestionables ante Notario público. 
Necesariamente para la terminación de la unión marital en Colombia se requiere: Tener un acuerdo suscrito entre la pareja elaborado con la asesoría de un abogado de Familia.
Con el pasar del tiempo la legislación y jurisprudencia colombiana han ido asemejando la unión libre con el matrimonio al otorgarles derechos a las personas que viven unión marital,  recientemente la corte suprema de justicia en sentencia STC-69752019 señaló que Las prestaciones alimentarias entre excompañeros que terminaron su convivencia son extraordinarias y singulares, no comunes, ni habituales y que para su fijación se deben estudiar desde la perspectiva  de la solidaridad familiar, la equidad y la ética, enfatizó la corporación.

### Ecuador
En Ecuador, la normativa civil permite divorciarse incluso ante un notario público, en el caso de que dentro del matrimonio no existan bienes de ninguna naturaleza, ni tampoco hijos.[cita requerida]

### España
En España las comunidades autónomas y las corporaciones
locales han regulado al respecto, definiendo el concepto y creando registros al efecto. Las comunidades autónomas con competencia en materia de derecho civil, foral o especial han ido más allá regulando determinados derechos y deberes de las parejas de hecho, no obstante existen algunas normas estatales referidas a las parejas de hecho en materias relativas a arrendamientos urbanos, seguridad social y adopción.
Una pareja de hecho es una pareja que convive sin haber contraído matrimonio. Se les reconoce determinados efectos jurídicos siempre que se cumplan los requisitos establecidos legalmente.
La inscripción de una pareja de hecho como tal permite acceder a ciertos derechos como asistencia sanitaria o permisos laborales. Actualmente no están equiparados los derechos de acceso a pensiones de viudedad de las parejas de hecho con los matrimonios pero se están dando pasos en ese sentido.
El número de inscripciones de parejas de hecho en España está aumentado considerablemente en los últimos años: en el año 2001 había 563.785 parejas de hecho, en el año 2014 1.602.900 y en 2020 1.800.000.
En España actualmente las parejas de hecho se han equiparado en muchos aspectos con el matrimonio civil, aunque sigue habiendo unas cuantas diferencias: por ejemplo, las personas extranjeras casadas con un español pueden efectuar la solicitud de nacionalidad española por residencia tras un año de convivencia y residencia en el país, algo que no sucede con las uniones de hecho.

### México
En México, las relaciones de hecho se denominan legalmente «concubinato». En 2014, la Suprema Corte de Justicia de la Nación resolvió que dado que en una relación de hecho no existe un acta de matrimonio, y previamente para que fuese efectivo el requisito era que ambos se encontrasen fuera del matrimonio, en caso de un juicio de pensión alimenticia esta era innecesaria porque significaría pedir documentos inexistentes, por lo que en automático impediría el otorgamiento de alimentos en todos y cada uno de los casos, o en caso de una de las partes tener un matrimonio previo, una de las partes quedaría desprotegida. 

Un ejemplo de esto se resolvió en el juicio de amparo directo del primer tribunal colegiado del 28° circuito 900/2013, (CUADERNO AUXILIAR 661/2013):
Una mujer y un hombre mantuvieron una relación de pareja durante cuarenta años sin casarse y tuvieron cinco hijos. La mujer demandó ante el juez familiar el pago de una pensión por concepto de alimentos. Aseguró que cuando ella enfermó de cáncer el señor la abandonó y dejó de proporcionarle los medios económicos para su manutención. El juez concedió una pensión alimenticia provisional a su favor, equivalente al 50% del monto de las percepciones mensuales del señor.
[...]

El Tribunal Colegiado negó el amparo [al demandado] bajo el argumento de que el hecho de que hubieran procreado hijos juntos constituye un vínculo jurídico y una situación de dependencia económica lo suficientemente relevante para la procedencia de la obligación. El hombre recurrió la determinación ante la Suprema Corte y dijo que de ninguno de los artículos que conforman el Código Civil para el Estado de Tlaxcala se desprende una obligación de dar alimentos a la mujer sin la existencia de un vínculo jurídico. La Primera Sala determinó confirmar la sentencia reclamada y negar el amparo solicitado.
La corte apunta a que reconoce la autonomía de las personas al no someterlas a los regímenes patrimoniales iguales a los del matrimonio, pero, al mismo tiempo, establece un mínimo legal de responsabilidad familiar. Para reconocer —con perspectiva de género— el trabajo en el hogar y garantizar la estabilidad de las personas que pudieran encontrarse en situaciones de vulnerabilidad producto de un rompimiento familiar.